# Миодраг Николић (кошаркаш)
Миодраг Сија Николић (22. август 1938 — 17. фебруар 2005) био је југословенски и српски кошаркаш.

## Играчка каријера
Рођен је 22. августа 1938. године у Београду, у скромној породици на Црвеном крсту, од оца Божидара и мајке Софије. Имао је старијег брата Ђорђа.
У Раднички долази 1953. године са 15 година али 1957. године одлази из Радничког у ОКК Београд. Николић је играо за време такозване „Златне ере” у ОКК Београду, крајем 1950-их и прве половине 1960-их у Југословенској првој лиги. Његови саиграчи били су тадашњи репрезентативци Радивој Кораћ, Слободан Гордић, Богомир Рајковић, Трајко Рајковић и Милорад Еркић. Тренери ОКК Београд су у то време били Борислав Станковић и професор Александар Николић, а спортски директор Радомир Шапер. У том периоду освојили су четири првенства Југословенске лиге и два Купа Југославије. Током сезоне 1965. године, Николић се повредио на првенственој утакмици против љубљанске Олимпије и пропустио је остатак сезоне.
Након опоравка од повреде, Николић је отишао у Турску, где је играо за Алтинорду из Измира и ИТУ Истанбул у турској Супер лиги.
Дебитовао је као деветнаестогодишњак за репрезентацију Југославије, и те исте 1957. године игра на првом од своја четири европска шампионата (Бугарска, Турска, Југославија и Пољска). Играо је на Олимпијади у Риму 1960. године када је Југославија освојила 6. место, Светско првенство у Бразилу када Југославија осваја сребро и на Олимпијским играма у Токију 1964. године када Југославија заузима 7 место. Укупно је освојио два сребра, европско 1961. и светско 1963. у Бразилу, као и једну европску бронзу 1963. у Пољској. За репрезентацију је одиграо 128 утакмица што га чини једним од играча са највише наступа у историји југословенске кошарке.
Од 1970. до 1975. ради у Немачкој у Лудвишафену где игра и почиње тренерску каријеру. После Немачке ради у Црвеној звезди, па у Серво Михаљу Зрењанин, Нафтагасу Зрењанин, да би отишао на Арапско полуострво где је водио клубове и селекције Катара, Бахреина и Кувајта.
Преминуо је 17. фебруара 2005. године у 66 години.

## Успеси

### Клупски
- ОКК Београд

Првенство Југославије (4): 1958, 1960, 1963, 1964.
Куп Југославије (2): 1960, 1963.
- ИТУ Истанбул

Првенство Турске (1): 1970.
Куп Турске (1): 1969.
- Алтинорду

Куп Турске (1): 1968.

### Репрезентативни
- Сребрне медаље

Светско првенство
1963. Бразил
Европско првенство
1961. Југославија
- Бронзане медаље

1963. Пољска